# Exochus pappi
Exochus pappi är en stekelart som beskrevs av Kusigemati 1984. Exochus pappi ingår i släktet Exochus och familjen brokparasitsteklar. Inga underarter finns listade i Catalogue of Life.